# Опанасюк Дмитро Григорович
Дмитро Григорович Опанасюк (листопад 1919, село Зарубинці, тепер Андрушівського району Житомирської області — ?) — український радянський партійний діяч, завідувач відділу адміністративних органів ЦК КПУ. Депутат Верховної Ради УРСР 8—9-го скликань. Кандидат у члени ЦК КПУ в 1971—1976 р.

## Біографія
Народився в родині селянина-бідняка. У 1934 році закінчив Зарубенську середню школу. Трудову діяльність розпочав у 1934 році старшим піонервожатим. У 1935 році закінчив Київський залізничний технікум.
У 1935—1939 роках — секретар комітету комсомолу Київського залізничного вузла.
Член ВКП(б) з 1939 року.
У 1939—1946 роках — у Червоній армії: у 1939—1940 роках — курсант Київського військово-політичного училища, потім — на військово-політичній роботі. Учасник німецько-радянської війни.
У 1946—1949 роках — 1-й секретар Жовтневого районного комітету ЛКСМУ міста Києва, 2-й секретар Київського міського комітету ЛКСМУ.
Освіта вища. У 1948 році закінчив юридичний факультет Київського державного університету імені Тараса Шевченка.
У 1949—1951 роках — заступник завідувача відділу адміністративних органів Київського обласного комітету КП(б)У, завідувач відділу адміністративних органів Київського міського комітету КП(б)У.
У 1951—1960 роках — завідувач сектору відділу адміністративних органів ЦК КПУ. У 1960 — лютому 1963 року — заступник завідувача відділу адміністративних органів ЦК КПУ.
У лютому 1963—1975 роках — завідувач відділу адміністративних органів ЦК КПУ.
Потім — на пенсії в Києві.

## Нагороди
- орден Трудового Червоного Прапора
- орден Вітчизняної війни І ст. (6.04.1985)
- орден Вітчизняної війни ІІ ст.
- медалі
- Почесна грамота Президії Верховної Ради Української РСР (25.11.1969)